# Ophiusa vesta
Ophiusa vesta là một loài bướm đêm trong họ Erebidae.